# بانجارماسین
بانجارماسین (آکا باندجرماسین، باندجارماسین) (اندونزیایی: Kota Banjarmasin) پایتخت استان کالیمانتان جنوبی در اندونزی است. این شهر در جزیرهٔ دلتا و در نزدیکی محل اتصال رودخانه‌های باریتو و مارتاپورا واقع شده و اغلب به‌عنوان «شهر رودخانه» شناخته می‌شود.
جمعیت بانجارماسین در سال ۲۰۰۸ بالغ بر ۶۲۷٬۲۴۵ نفر برآورد شده و مساحت آن نیز ۸٫۶۳۱ کیلومتر مربع است. فرودگاه اسیامسودین نور در ۲۵ کیلومتری و بندر تریساکتی در پیرامون این شهر واقع شده‌است.